# Provinciale weg 593
De provinciale weg 593 (N593) is een voormalige provinciale weg in de Nederlandse provincie Limburg. De route liep van Gronsveld via Eckelrade, Sint Geertruid en Herkenrade naar Mheer en is in 1999 overgedragen aan de gemeenten.
De N593 had een lengte van 6,6 kilometer en bestond uit de Kampweg en de Eckelraderweg in Gronsveld, de Molenweg in Eckelrade, de Burgemeester Wolfsstraat en de Julianaweg in Sint Geertruid, de Langsteeg in Herkenrade en de Duivenstraat in Mheer. De weg is begin jaren 60 van de 20e eeuw aangelegd als de provinciale weg T45 met als doel een betere ontsluiting van de kernen op het zuidelijk deel van het Plateau van Margraten. De aanleg bestond uit het aanschakelen en verbreden van verschillende bestaande landwegen. Het wegnummer N593 werd geïntroduceerd in 1993. Tot 1999 bleef de weg in beheer en onderhoud bij de provincie, waarna hij overging naar de desbetreffende gemeenten Eijsden en Margraten.
De weg loopt door het Zuid-Limburgse Heuvelland en kent een aantal hoogteverschillen, waaronder de helling door het Savelsbos, waar de weg met een gemiddelde hellingsgraad van 3% (maximaal 7) vanuit het Maasdal omhoog klimt naar het 80 meter hogere Plateau van Margraten. Verder loopt de weg langs verschillende monumentale gebouwen zoals de Sint-Gertrudiskerk van Sint Geertruid
 en de Sint-Lambertuskerk van Mheer, verschillende vakwerkhuizen en het Kasteel van Mheer.
N62 · N69 · N251 · N252 · N253 · N254 · N255 · N256/A256 · N257 · N258 · N260 · N261 · N262 · N263 · N264 · N266 · N267 · N268 · N269 · N270/A270 · N271 · N272 · N273 · N274 · N275 · N276 · N277 · N278 · N279 · N280 · N281 · N282 · N283 · N284 · N285 · N286 · N287 · N288 · N289 · N290 · N291 · N292 · N293 · N294 · N295 · N296 · N296n · N297 · N298 · N300 · N321 · N322 · N324 · N329 · N389 · N394 · N395 · N396 · N397

N556 · N562 · N564 · N570 · N572 · N590 · N595 · N598 · N601 · N602 · N605 · N607 · N612 · N613 · N615 · N616 · N617 · N618 · N620 · N622 · N625 · N629 · N631 · N632 · N637 · N638 · N639 · N640 · N641 · N651 · N652 · N653 · N654 · N655 · N656 · N658 · N659 · N660 · N661 · N662 · N663 · N664 · N665 · N666 · N667 · N668 · N669 · N670 · N671 · N673 · N674 · N675 · N676 · N682 · N683 · N686 · N689 · N690 · N831 · N843

Voormalige provinciale wegen: N299 · N551 · N552 · N553 · N554 · N555 · N560 · N561 · N563 · N565 · N566 · N567 · N568 · N571 · N574 · N580 · N581 · N582 · N583 · N584 · N585 · N586 · N587 · N588 · N589 · N591 · N592 · N593 · N594 · N596 · N597 · N603 · N604 · N606 · N608 · N610 · N611 · N614 · N619 · N621 · N623 · N624 · N626 · N628 · N630 · N634 · N642 · N657